# 노년 헤겔주의
노년 헤겔주의(독일어: Althegelianer) 또는 헤겔 우익(독일어: Rechtshegelianer)은 독일 관념주의의 철학자 게오르크 빌헬름 프리드리히 헤겔의 철학이 유파를 이어받고, 철학을 전개한 그룹 (헤겔주의)의 하나.

## 개요
헤겔에게 종사하고 있던 학자가 많은 것으로부터, 청년 헤겔주의와 대조적으로 우 헤겔주의로 불리고 있다 (당시, 청년 독일, 청년 이탈리아당 등 자유와 평등, 조국 통일을 내걸어 일어선 청년들이 많았던 일로 연관되는 것일 것이다). 단지, 헤겔 좌파에 비해, 시대적인 궤도에 올라 늦어 철학사적으로는 헤겔 철학의 전승·해설을 실시한 정도로 건설적인 성과를 남길 수 있는 것은 아니었다고 말할 수 있다.

## 사상
헤겔주의의 탄생 경위는 청년 헤겔주의나 헤겔주의 등을 참조. 점차, 헤겔의 변증법의 원리를 유물론적으로 전개하며 간 청년 헤겔주의에 비해, 우 헤겔주의는 헤겔의 주장을 그대로 전승해, 헤겔이 주장하는 철학과 종교의 동일성 (헤겔에 의하면 철학과 종교의 관계는, 동일 내용을 철학은 개념, 종교는 표상에 의해서 파악하는 것이라고 했다)을 받아 들여 초월신적 요소와 예수를 신인으로서 받아 들여 복음서의 이야기성을 주장했다.
따라서 헤겔 우파는 헤겔 철학이 가지는 관념론적 (혹은 유심론적) 성격을 그대로 받아 들여 계속 주장했다고 말할 수 있다. 이는 점차 시민사회가 현저해진 당시의 독일의 세태에 서로 맞물리지 않고, 인간의 인간으로서의 존재 의의를 계속 추구한 헤겔 좌파에 비해 시대적·정치적으로도 뒤져 버렸다고 말할 수 있다.
그러나, 헤겔 좌파는 전술 나름 견지로부터 점차, 정치적인 색채를 강하게 해 마르크스주의 등에 해소되어 가는데 비해, 헤겔 우파는 철학의 입장을 계속 지켜 헤겔의 저작집의 간행, 헤겔 철학의 해설에 노력했다. 그리고 이는 헤겔 중앙파와 함께 헤겔 철학을 후세에, 특히 20세기의 신헤겔주의로 연결해 가는 것이 되었다.

## 같이 보기
- 헤겔주의
- 청년 헤겔주의
- 헤겔 중앙파 (혹은 단지 중앙파)
- 게오르크 빌헬름 프리드리히 헤겔
- 신헤겔주의